# Tolmács
Tolmács là một thị trấn thuộc hạt Nógrád, Hungary. Thị trấn này có diện tích 12,24 km², dân số năm 2010 là 702 người, mật độ 57 người/km².